# Melton (Suffolk)
Melton is een plaats en civil parish in het Engelse graafschap Suffolk.